# Agulla nigrinotum
Agulla nigrinotum là một loài côn trùng trong họ Raphidiidae thuộc bộ Raphidioptera. Loài này được Woglum & McGregor miêu tả năm 1964.